# Morti nel 739
| Questa pagina contiene informazioni ricavate automaticamente dalle voci biografiche con l'ausilio del template Bio e di un bot. L'aggiornamento è periodico e automatico e ricostruisce completamente la pagina. Se manca una persona in questa lista, sei pregato di non aggiungerla, ma accertati piuttosto che la sua voce biografica contenga il template Bio e che i dati anagrafici siano correttamente compilati. Se il template Bio manca, inseriscilo tu stesso o, in alternativa, metti l'avviso {{tmp\|Bio}} che ne segnala la mancanza. Se i dati riportati sono sbagliati, correggi direttamente la voce biografica; le modifiche saranno visibili in questa lista entro pochi giorni. Per chiarimenti vedi il progetto biografie. La lista contiene solo le 8 persone che sono citate nell'enciclopedia e per le quali è stato implementato correttamente il template Bio. Pagina aggiornata al 19 ott 2024. |

- 14 maggio - Engelmondo di Velsen, abate olandese
- 17 ottobre - Nothhelm, arcivescovo anglosassone
- 7 novembre - Villibrordo, vescovo anglosassone (n. 658)
- 19 dicembre - Samthann di Clonbroney, religiosa irlandese
- Favila, principe
- Giorgio di Napoli, duca
- Gregorio di Benevento, politico e militare longobardo
- Teodoro II di Milano, arcivescovo longobardo